# Yves Charles Zarka
Yves Charles Zarka, nacido en 1950 en Túnez, es profesor de filosofía política moderna y contemporánea en la Universidad París Descartes (Sorbona). También es director de investigación en el CNRS y del Centro de Filosofía Moderna.
En los últimos años ha impartido seminarios de filosofía política, centrados en autores de la Modernidad, como Hobbes, Rousseau y Tocqueville. 
Sus más recientes investigaciones están dirigidos a profundizar en el concepto de tolerancia, con referencias a la situación actual de Francia.
Ha impartido clases en el extranjero, sobre todo en el Instituto Suor Orsola Benincasa de Nápoles, las universidades de Jerusalén y Tel Aviv y en varios centros de Canadá, EE. UU. y Brasil. En 1999 recibió la medalla de bronce del CNRS por su obra La décision métaphysique de Hobbes, aún no traducida al castellano.
Ha fundado y dirige actualmente la revista trimestral Cités.

## Obra
Las principales obras de Yves Charles Zarka traducidas al castellano son las siguientes:
- Difícil Tolerancia ( Escolar y Mayo Editores. 2008)
- Filosofía y política en la época moderna (Escolar y Mayo Editores, Madrid, 2008)
- Un detalle nazi en el pensamiento de Carl Schmitt, (Anthropos, 2008)
- La otra vía de la subjetividad, (Dykinson, Madrid, 2006.)
- Figuras de poder. Estudios de filosofía política de Maquiavelo a Foucault (Biblioteca Nueva, Madrid, 2004)
- ¿Cuál es el futuro de Israel?, serie de entrevistas realizadas al autor junto a Andrew Barash, Shlomo Ben-Ami y Elhanan Yakira (Ediciones B, Madrid, 2002)
- Hobbes y el pensamiento político moderno (Herder, Barcelona, 1997)